# Чёрная тихорецкая индейка
Тихорецкий индюк — порода индеек, выведенная в Краснодарском крае.

## Физические данные
Советская порода индюков, которая была выведена в Тихорецком районе. Это крепкие птицы с широким и длинным корпусом. Грудь у них глубокая и округлая.
Клюв у данной породы яркий, крупный. У основания шеи расположены продолговатой формы перья. Это главная разница данной породы от других индюков/индеек.
Хвост весьма длинный, опущенный вниз, как у всех экземпляров фазанового семейства. Голова небольшая, отсутствует оперение. Кожа на макушке серая. По шее пролегает полоса узкого нароста. Ноги у индюшек продолговатые, чешуя тёмного оттенка. самки очень энергичны, любят игры, например, им нравится перелетать с место на место.

## Болезни птиц
В целом тихорецкая порода отличается отличным здоровьем. Крепкий иммунный строй у индюков/индеек, сопротивляется различным вирусам и инфекциям. В целях профилактики птенцам обязательно вводить вакцины: от оспы и болезни Ньюкасла. На протяжении всей жизни особей этой породы важно обеспечить их значительным количеством витаминов.

## Содержание птенцов
Суточных индюшат держут в помещении с сетчатым полом. Под сетку ставят корытце. В нём будут скапливаться все отходы . Нужно чистить корытце ежедневно. Обогревают клетку ультрафиолетовой лампой. Начальную неделю ставят температуру 35 0С.
Вторая неделя, температуру снижают, примерно на 30 0С. на 30 день доводят до 18-20 0С. С 21 дня малышей можно выпускать на прогулку. Свет новорождённым особям не выключают. Уменьшать его начинают на 15 день.
Для корма и воды устанавливают сосуды. Несут за пределы клетки. На стенки с кормушками, проделывают широкие отверстия, чтобы птенцы смогли получать H2O (воду) и еду.
Индюшатам нужно навязывать умение клевать корм и использовать ниппельные устройства. наседка всё сделает за вас (если она имеется). Она научит индюшат добывать пищу, пить воду и прятаться от хищников. От наседки, и
от молодняка разделяют загон. Лучше расположить в местности с небольшой растительностью. Например с травой. С помощью неё, в будущем вы можете сделать травяные мешанки.

## Вес
Средний вес самцов — от 9,5 до 10 килограмм, самок — от 4,5 до 5 килограмм. К семнадцатой неделе детёныши набирают до 3,3 — 4,4 килограмм. В год самка производит 80-100 яиц, массой 80-85 грамм. 